# Hyyppään alue
Hyyppään alue este o arie protejată (arie specială de conservare — SAC, sit de importanță comunitară — SCI) din Finlanda întinsă pe o suprafață de 28,9 ha, integral pe uscat.

## Localizare
Centrul sitului Hyyppään alue este situat la coordonatele 62°17′37″N 26°08′10″E / 62.2936°N 26.1361°E.

## Înființare
Situl Hyyppään alue a fost declarat sit de importanță comunitară în mai 2002 pentru a proteja 1 specie de animale. Situl a fost protejat și ca arie specială de conservare în aprilie 2015.

## Biodiversitate
Situată în ecoregiunea boreală, aria protejată conține 2 habitate naturale: Pante stâncoase silicioase cu vegetație casmofită, Taiga vestică.
La baza desemnării sitului se află o specie protejată de  mamifere: veveriță zburătoare siberiană (Pteromys volans).
Pe lângă speciile protejate, pe teritoriul sitului au mai fost identificate 4 specii de plante.